# Plampinet
Plampinet est un hameau de la commune de Névache qui a constitué une paroisse distincte de cette dernière. La richesse de son histoire et l'originalité de son patrimoine le distinguent des autres lieux habités de la commune.

## Géographie

### Site
Le village se situe à l'endroit où la vallée se tourne vers l'ouest ; le village est blotti aux pieds d'un versant abrupt, dans un coude de la Clarée, avant le confluent de celle-ci avec le torrent des Acles.

## Histoire

### État féodal
La paroisse de Plampinet ne semble pas avoir été comprise dans la seigneurie de Névache et ses habitants ne bénéficiaient pas des garanties de la charte que celle-ci avait obtenue de ses co-seigneurs.
- Le 4 septembre 1399, les frères Jean et Louis de Navaysse rendent hommage au dauphin pour une maison, sept hommes, 70 setiers de blé, 14 gros et 18 tournois de rente à Névache, et le tiers des droits de justice sur Plampinet. Les deux autres tiers des droits de justice sur Plampinet appartiennent au dauphin[2].

### Faits divers
- Le 8 mai 1744, Marie Bellet, veuve d’Eustache Laurençon, assassine sa fille Marie Laurençon âgée de quatre ans. L'enquête menée dès le lendemain par Joseph Colaud, conseiller du roi au bailliage de Briançon et juge royal du Briançonnais, Joseph Philipe Charbonnel, procureur du roi, et l'huissier Jacques Fine attribue le crime à l'état dépressif, teinté de mystique, dans lequel Marie Bellet est tombée depuis le décès de son époux. Ce fait divers met en évidence l'existence d'une justice très réactive, et une famille élargie qui vit sous le même toit : Marie Bellet réside dans la même maison que sa belle-sœur et ses deux beaux-frères, Jean et Antoine Laurençon[3].
- Pendant l'été 1792, un détachement de troupes Sardes, posté à Bardonnèche, tire quelques coups de feu sur des habitants de Plampinet. L'incident indigne la Garde Nationale d'Embrun qui se propose d'exercer des représailles[4],[Note 1].

### L'environnement
- À la fin du XIXe siècle, on s'adonne sans restriction à la destruction des espèces sauvages réputées nuisibles. Le garde forestier de Plampinet est réputé avoir tué 12 Lynx entre 1890 et 1905[5].

### Le poste de douane
Placé stratégiquement sur le chemin qui conduisait au Col de l'Échelle, Plampinet a longtemps été le siège d'un poste de douanes dont la longue existence témoigne de la pérennité, au moins dans le cadre des échanges locaux, de cet itinéraire.
- Le 22 novembre 1883, le président de la république, Jules Grévy, signe, en accord avec Jules Méline le ministre de l'Agriculture, Anne-Charles Hérisson ministre du Commerce et  Pierre Tirard, ministre des Finances, un décret qui ouvre « Les bureaux de douane ... de Molines-en-Queyras et de Plampinet (Hautes-Alpes), ... à l'importation des espèces chevaline, asine, bovine, ovine, caprine et porcine admissibles en France, après vérification de leur état sanitaire »[6].
- La fonction de ce poste de douane n'est pas seulement économique ; il sert aussi à contrôler la propagation des épizooties et contribue à informer le gouvernement sur celles qui frappent les cheptels de l'état voisin. Le 11 mai 1889, le ministre de l'Agriculture Léopold Faye interdit toute importation de bovins, d'ovins, de caprins et de porcins afin de lutter contre la propagation de la fièvre aphteuse sur le territoire français. Rassuré par les informations que le gouvernement italien lui transmet, il autorise à nouveau leur transit pour Montgenèvre, Molines-en-Queyras, Abriès et plampinet, ainsi que pour les postes de douane des départements de la Savoie et des Basses Alpes, le 25 juin 1889[7].
- Au XIXe siècle, son importance est néanmoins toute relative, quoique vers 1900, il emploie huit douaniers et un receveur[8], contrairement à celui de Montgenèvre, dont le projet de déplacement à La Vachette, en 1889, et quoiqu'il n'emploie qu'une dizaine de personnes, prend rapidement un tour politique qui émeut jusqu'à Henri Berge, le gouverneur militaire de Lyon. Jean Paloc, directeur à Chambéry, visite le poste de Plampinet (qu'il décrit comme un « fr », le 23 juillet 1890. Il y trouve un receveur des douanes, un ancien brigadier nommé Peythieu, dont l'un des fils est lieutenant des douanes et un second capitaine au sein du même corps, que la cataracte a rendu aveugle et qui fait faire son travail par son plus jeune fils qui était polisseur de pierres fines. N'ayant pu lui trouver de remplaçant, le directeur finit par titulariser le jeune homme qui avait, après tout sept à huit ans d'expérience[9].

## Culture locale et patrimoine

### Moulins
Plampinet possédait des moulins aujourd'hui disparus qui étaient situés sur la rive droite de la Clarée, dans un quartier qui est toujours appelé "Les Moulins". Dans l'état actuel des connaissances personne ne sait réellement quelle était leur fonction (ils ont pu servir à fouler la laine ou à pré-traiter le chanvre), ni quand ils ont été créés et quand ils ont disparu.
À une époque plus récente, deux moulins, dits « moulin du haut » et « moulin du bas », ont été construits sur la rive gauche de la rivière. Ils étaient alimentés en eau par deux canaux, aujourd'hui à sec, de dérivation de la Clarée dont la trace apparaît de loin en loin. Leurs tracés sont visibles sur le cadastre depuis 1842. Le moulin du haut est considéré, par la tradition orale, plus ancien que le moulin du bas.
Ces moulins étaient des propriétés indivises que les copropriétaires utilisaient à tour de rôle, généralement huit jours par an ou à peu près, pour moudre le grain, seigle, avoine, orge, froment, produit par leur exploitation agricole.
- Le moulin du Haut est situé sur la rive gauche de la Clarée, à droite, dans l'angle que la route forme avant de traverser le pont sur la rivière. Aucun témoin n'à le souvenir de l'avoir vu fonctionner  au XXe siècle. Le bâtiment est rectangulaire, bas, orienté est-ouest. Le moulin est était alimenté par un canal de dérivation à 10 m du lit de la rivière. L'eau pénètre au sous-sol, par trois ouvertures situées à l'ouest et ressort par deux ouvertures placées à l'est. La première meule est en granit des Pyrénées, la seconde meule en quartzite de Fontcouverte. La salle de meules, à laquelle on accède par une entrée située  à l'est, se trouve au rez-de-chaussée. Le blutoir qui était entraîné par deux roues à engrenage en bois, est en mauvais état[10].
- Le moulin du Bas est situé sur la rive droite de la Clarée, à l'extrémité sud du village. Le bâtiment, dont trois façades sont aveugles, est rectangulaire et couvert d'un toit de bardeaux à deux pente. Il est orienté perpendiculairement à la Clarée. L'eau fournie par un canal de dérivation de la Clarée, contrôlé par une étanche, arrive au sous-sol, par le canal de dérivation de la Clarée. Elle est projetée sur les roues dont les aubes sont horizontales, dont elle entraîne la rotation, et dont un axe en fer transmet le mouvement aux meules installées au rez-de-chaussée. La meule de gauche du moulin du bas est encore aujourd'hui en parfait état, car elle a été utilisée jusqu'en 1930, puis réparée et remise en service pendant la Seconde Guerre mondiale afin de pallier les restrictions d'approvisionnement en farine. La roue à aubes avait été réparée à cette occasion[11].

### Monuments commémoratifs
- Stèle commémorative d'Henri Pichonnaz 45° 01′ 09″ N, 6° 41′ 50″ E.

Située au Col des Âcles, à 80 m au sud-ouest du bâtiment principal du Poste des Âcles, elle commémore la mort que trouva, en ces lieux, le 21 septembre 1944, Henri Pichonnaz, soldat alpin de la compagnie Sotty du 1er Bataillon de Marche du Grésivaudan, qui surprit des soldats allemands à l'intérieur du blockhaus qu'ils occupaient. Henri Pichonnaz, né le 28 mai 1922 à Bernin s'était engagé dans l'Armée secrète. Il était propriétaire, à La Pierre du Manoir de Veaubeaunnais.

### Patrimoine religieux
- Église Saint-Sébastien.

Sa construction commence en 1510, et elle est consacrée le 27 octobre 1532, sous le vocable de Notre Dame de Piété. Sa sacristie est édifiée en 1645.
- Oratoire Sainte-Philomène

Situé à droite de la route, dans le sens Briançon-Névache, avant le pont sur le torrent des Acles. Le bâtiment est en pierre revêtue d'un crépi de ciment et coiffé d’un toit en bardeaux. La niche, fermée par un cadre de grillage, abrite une statue de sainte Philomène, et diverses gravures. Cet oratoire est voisin de la Croix de mission de 1846.
- Oratoire Saint-Roch

Situé au village de Plampinet, face à l'ancienne caserne . Il est constitué par une construction en maçonnerie, dotée d'une grande niche voûtée fermée par un volet de bois, qui abrite un tableau qui représente Saint Roch.

## Personnalités liées au village
- Marcellin Tane

Marcellin Tane nait à Névache, le 8 novembre 1745 de Marie Rostollan-Chalvet et de Claude Tane. En 1791, il est vicaire aux Guibertes. L'année suivante, il a l'occasion de devenir curé de Plampinet, où résident alors 250 personnes, et prête à Névache, le 30 septembre 1792, le serment exigé par la Constitution civile du clergé qu'il ne rétractera jamais. Il prend alors en pension les enfants de familles du Briançonnais auxquels il sert de précepteur. Il meurt à Plampinet le 6 janvier 1826,,. Il assume la fonction de curé de Plampinet du 30 septembre 1792 à 1802, puis à nouveau de 1804 à son décès,.,
- Jean Vallier

Descendant, né le 24 juin 1932, de la famille Vallier, fondeurs itinérants, actifs dans le Briançonnais de 1630 à 1880. Docteur en sciences physiques (Marseille, 1968), puis professeur d'université à Marseille jusqu'à son départ à la retraite en 2013. Auteur de plusieurs ouvrages historiques relatifs aux techniques des fondeurs de cloches du Briançonnais.

## Au cinéma et à la télévision

### Tournages
- Alex Hugo

Après le succès de deux premiers épisodes du téléfilm Alex Hugo tournés en partie dans le Briançonnais et diffusés sur France 2 depuis l'automne 2015, la production choisit la Vallée de la Clarée comme l'un des lieux de tournage des épisodes suivants. En octobre 2015, les caméras se sont notamment posées dans la ligne droite de Plampinet pour des cascades de conduite, puis dans la Haute Vallée de la Clarée. Les derniers épisodes en date (saison 5) sont diffusés à partir d'août 2019.
- Belle et Sébastien

En 2017, après avoir posé leurs caméras aux chalets d’Izoard, à Cervières, l’équipe de tournage du troisième volet de la série de films Belle et Sébastien tourne à Plampinet certaines scènes du troisième et dernier volet Belle et Sébastien 3 : Le Dernier Chapitre, réalisé par Clovis Cornillac.

### Ouvrages et articles
- Jean Vallier, Les Vallier de Plampinet, fondeurs de cloches, et les autres fondeurs briançonnais Barbe et Gautier, L'Argentière-la-Bessée, Éditions du Fournel, 2009, 316 p. (ISBN 978-2-915493-95-5).
- Journal officiel de la République française. Lois et décrets, décembre 1883 (lire en ligne).
- Léopold Faye, « Arrêté », L'Écho de la gendarmerie nationale, Limoges et Paris, Henri-Charles Lavauzelle,‎ 30 juin 1889 (lire en ligne).
- Louis Romagne, Églises et chapelles de Névache-Plampinet, Lyon, Audin-Tixier, 1985, 63 p..
- Aristide Albert, Biographie bibliographie du Briançonnais, canton de Briançon, Grenoble, Alexandre Gratier & Cie, 1895, 270 p. (lire en ligne).
- Marine Devaux, Accusées, victimes et témoins, Les femmes et le crime en Dauphiné au XVIIIe siècle. : Mémoire de Master 1 « Sciences humaines et sociales » sous la direction de Mme Anne Beroujon, Grenoble, Université de Grenoble/Alpes, 2016, 170 p. (lire en ligne).
- Joseph Roman, Répertoire archéologique du département des Hautes-Alpes, Paris, Imprimerie Nationale, Ministère de l'Instruction Publique, Comité des travaux historiques et des sociétés savantes., 1888 (lire en ligne).
- Société scientifique du Dauphiné., Bulletin de la Société de statistique, des sciences naturelles et des arts industriels du département de l'Isère, t. IX, Grenoble, Société scientifique du Dauphiné., 1929 (lire en ligne).
- Curés de plampinet, Commune de Névache, paroisse de Plampinet, 5 MI 113 - Baptême, mariage, sépulture (1789-1792), Gap, Archives des Hautes-Alpes (lire en ligne).
- Maires de Névache, Commune de Névache, 2 E 98/5/6 - - Naissance, mariage, décès (1825-1827)., Gap, Archives des Hautes-Alpes (lire en ligne).
- César Mouthon, « Monographie de la commune de Névache », Bulletins de la Société dauphinoise d'ethnologie et d'anthropologie, Grenoble, Veuve Rigaudin,‎ 1907, pp. 6 à 44. (lire en ligne).
- Jean-Marc Barféty, « Une petite plaquette de souvenirs briançonnais », sur bibliotheque-dauphinoise, 3 mars 2012.
- (es) Mercurio de España, Madrid, Imprenta Real, août 1702.

### Ressources en ligne
- Belle  et Sébastien - Fan site, « Belle et Sébastien : les images du tournage », sur Belle et Sébastien - Site de fan, Le Dauphiné Libéré, Veurey, 7 février 2017.
- (en) « Vallier, Jean », sur ISNI International Agency (ISNI-IA) (consulté le 21 février 2021).
- « Vallier, Jean (1932-.... ; enseignant) », sur Catalogue BNF, 18 octobre 2018.
- Jean "Lucius" Paloc, « Une tournée de directeur dans les Hautes-Alpes en 1889 : Extraits des Mémoires inédits de Jean dit Lucius Paloc, Directeur des douanes  ( 1837-1922) », Extraits des mémoires de Jean Paloc N°3, sur Histoire de la Douane, Cahiers d’histoire des douanes françaises – 1er semestre 1986, La Rochelle, Association pour l’Histoire de l’Administration des Douanes (AHAD), 1er septembre 2019.
- « Le Manoir de Veaubeaunnais », sur Site officiel de la mairie de La Pierre (consulté le 10 avril 2021).
- Acam-Mémorial, « Pichonnaz Henri 1939-1945 », sur MémorialGenWeb (consulté le 10 avril 2021).
- Acam-Mémorial, « Plaque commémorative d'Henri Pichonnaz », sur MémorialGenWeb (consulté le 10 avril 2021).

### Patrimoine architectural (base Mérimée)
- Françoise Gattefossé, Christine Breton et Florence Marciano, « Écart - Lieu-dit Plampinet - IA05000874[Note 6] », Inventaire général, Ministère de la Culture, Région Provence-Alpes-Côte d'Azur,‎ 12 mars 2007 (Notice no IA05000874, sur la plateforme ouverte du patrimoine, base Mérimée, ministère français de la Culture).
- Françoise Gattefossé, Christine Breton et Florence Marciano, « Moulin du Haut - IA05000879 », Inventaire général, Ministère de la Culture, Région Provence-Alpes-Côte d'Azur,‎ 12 mars 2007 (Notice no IA05000874, sur la plateforme ouverte du patrimoine, base Mérimée, ministère français de la Culture).
- Françoise Gattefossé, Christine Breton et Florence Marciano, « Moulin du Bas - IA05000877 », Inventaire général, Ministère de la Culture, Région Provence-Alpes-Côte d'Azur,‎ 12 mars 2007 (Notice no IA05000874, sur la plateforme ouverte du patrimoine, base Mérimée, ministère français de la Culture).